# Mrtva mesta
Mrtva mesta je uveljavljen izraz za skupino nekdanjih naselbin v severozahodni Siriji, v apnenčastem hribovju Belus Massif, ki se razteza med Orontesom in današnjo mejo med Sirijo in Turčijo severno od Alepa.
Po rimski osvojitvi Sirije je ta regija postala politično in ekonomsko stabilna, kar je spodbudilo pridelavo oliv tudi v hribovitih predelih (oljka namreč obrodi šele po okoli 10 letih). Donosen pridelek ter trgovina z Antiohijo, Alepom in Apameo so omogočili razcvet teh hribovskih naselbin, ki so cvetele tudi med obdobjem Bizantinskega cesarstva (med 4. in 7. stoletjem), ko se je povečevalo tako njihovo število kot tudi velikost, četudi nobena ni presedegla velikosti manjšega mesta. 
Prvi znak preobrata so bili vdori Perzijcev, dokončen udarec pa so zadale arabske osvojitve, ko je regija nenadoma postala obmejno območje med Bizancem in Arabci. Trgovske poti so se pretrgale in pridelava oliv ni bila več donosna, zato so se prebivalci izselili, območje pa je ostalo domala neposeljeno vse do začetkov 20. stoletja, ko so tam pričele nastajati novodobne vasi. 
Vsega skupaj je nastalo več kot 700 naselbin, dosti se jih je ohranilo vse do danes, ponekod le temelji posameznih stavb, drugod pa po zaslugi gradnje iz trajnega apnenca kar celotna mesteca z dokaj ohranjenimi cerkvami, grobnicami, kopališči, javnimi zgradbami itd. 
Pomen teh ostankov je v tem, da je območje skoraj tisočletje ostalo neposljeno, tako zgradb skozi čas niso predelovali ali iz njihovega materiala gradili novih. Tako danes predstavljajo nekakšen arhiv zgodnjebizantinske arhitekture. V novejših vaseh, ki so nastale okoli nekaterih »mest«, so ohranjene zgradbe le poredko uporabili za ovčje staje in le tu in tam kakšen zgodovinski kamen vzidali v novodobne hiše. 
Danes najpomebnejša ohranjena »mrtva mesta« so:
- Serdžila
- Bara
- Sv. Simeon (Qalat Samaan)
- Bauda
- Ain Dara
- Ruweiha
- Džerada